# Bačvani
Bačvani (cyr. Бачвани) – wieś w Bośni i Hercegowinie, w Republice Serbskiej, w gminie Kozarska Dubica. W 2013 roku liczyła 101 mieszkańców.